# PhotoCON
PhotoCON (フォトコン, Fotokon) est une revue japonaise de photographie qui met l'accent sur la participation et les concours pour ses lecteurs. Son titre fait allusion à « concours photo ».
L'histoire du magazine est compliquée. Photo Contest ((フォトコンテスト), Foto Kontesuto) est un magazine mensuel dont le premier numéro est daté du mois de septembre 1956. Il se transforme en un beaucoup plus ambitieux et très différent Camera Age. ((カメラ時代), Kamera Jidai), magazine mensuel publié du mois de janvier 1966 au mois de janvier 1967. Le magazine précédent paraît de nouveau sous forme bimensuelle sous le titre Junkan Foto Kontesuto ((旬刊フォトコンテスト)) à partir du mois de mai 1967, puis de janvier 1968 jusqu'en octobre 1973 Gekkan Foto Kontesuto ((月刊フォトコンテスト)) et à partir de janvier 1974 jusqu'en décembre 2007 Japan Photo Contest Monthly (formally (日本フォトコンテスト), Nihon Foto Kontesuto; normally (フォトコンテスト), Foto Kontesuto).

## Sources
- Shirayama Mari. Major Photography Magazines. In The History of Japanese Photography, ed. Ann Wilkes Tucker, et al. New Haven: Yale University Press, 2003.  (ISBN 0-300-09925-8). p. 384 (on Camera Jidai).
- (ja) Shirayama Mari ((白山眞理?)). Shashin zasshi no kiseki ((写真雑誌の奇跡?), Traces of camera magazines). Tokyo: JCII Library, 2001. p. 18.